# Premio Arcimboldo
El Premio Arcimboldo es un galardón anual otorgado a la obra fotográfica digital de un fotógrafo residente en Francia. El premio fue creado en 1999 por el grupo fotográfico Gens d'Images y hace referencia al apellido de Giuseppe Arcimboldo, un pintor italiano que vivió entre 1527 y 1593. El premio interrumpió su concesión en 2013.

## Galardonados
- 1999: Orlan.
- 2000: Catherine Ikam.
- 2001: Nicole Tran Ba Vang.
- 2002: Jean Baptiste Barret.
- 2003: Tom Drahos.
- 2004: Florian Schneider.
- 2005: Patrick Fournial.
- 2006: Nicolas Moulin.
- 2007: Alain Delorme .
- 2008: Jean François Rauzier.
- 2009: Mathieu Bernard Reymond.
- 2010: Muriel Bordier.
- 2011: Alexis Cordesse.
- 2012 : Claudia Imbert
- 2013 : Éric Emo.[2]